# Kostimograf
Kostimograf je vrstan poznavatelj stilova i načina oblačenja u različitim razdobljima. On crta kostime za kazalište ili film te nadgleda njihovu izradu.
Crtanje i kreiranje kostima za potrebe scenske umjetnosti naziva se kostimografija.